# Rutênia Vermelha

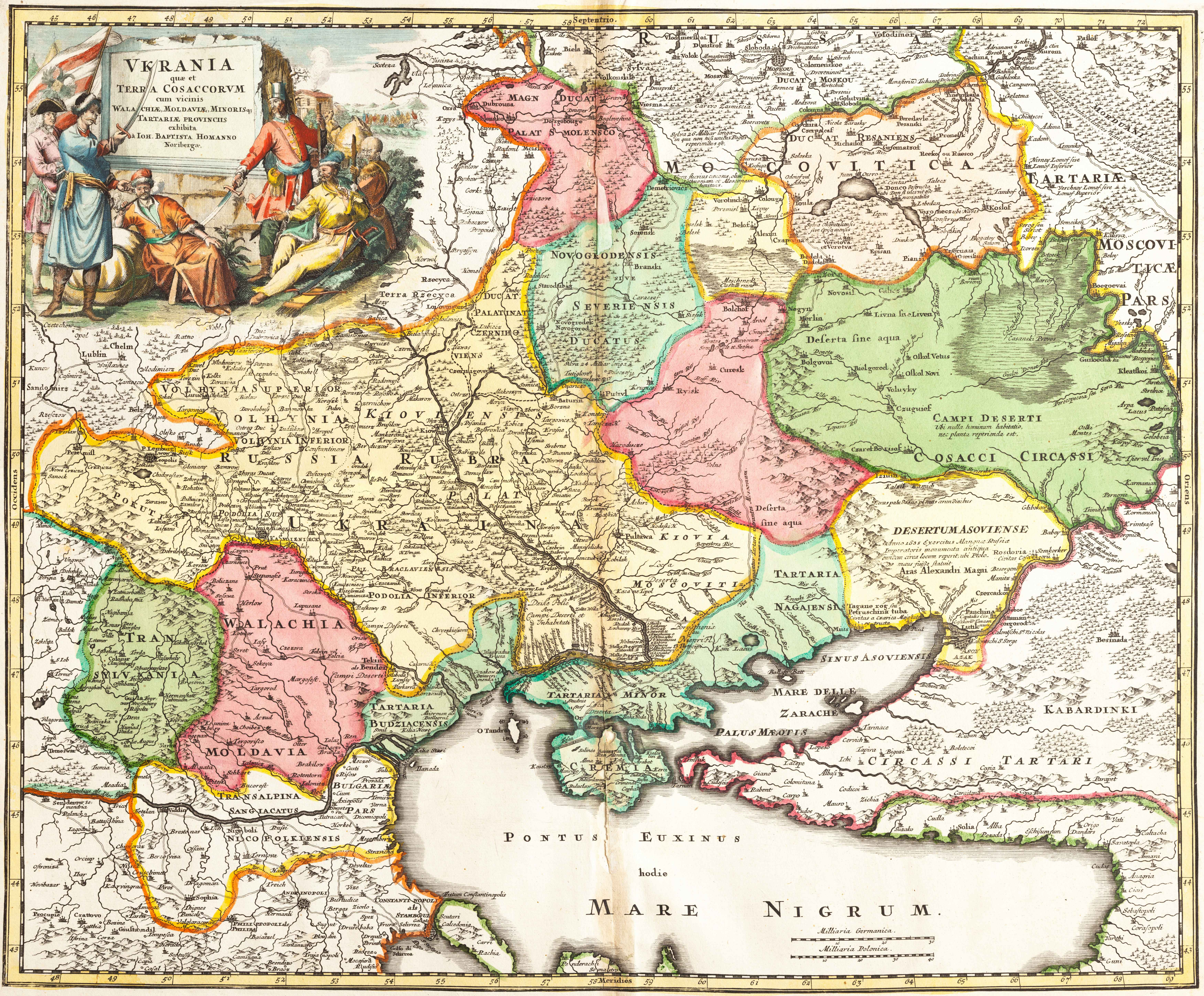
Mapa do séc. XVIII da "Ucrânia, a Terra dos Cossacos", mostrando o nome Rutênia Vermelha (Rússia Rubra)

Rutênia Vermelha ou Rus' Vermelha (em latim: Ruthenia Rubra, Rússia Rubra; ucraniano: Червона Русь, romanizado:  Chervona Rus; polonês: Ruś Czerwona, Ruś Halicka; russo: Червонная Русь, romanizado: Chervonnaya Rus ') é um termo usado desde a Idade Média para os principados do sudoeste da Rússia de Quieve, ou seja, o Principado de Peremyshl e o Principado de Belz. Atualmente, a região compreende partes da Ucrânia ocidental e partes adjacentes do sudeste da Polônia. Também já incluiu algumas partes da Pequena Polônia, Podólia, margem direita da Ucrânia e Volínia. Centrada em Przemyśl (Peremyshl) e Belz, incluiu grandes cidades, como por exemplo: Chełm, Zamość, Rzeszów, Krosno e Sanok (agora todas na Polônia), assim como Lviv e Ternopil (agora na Ucrânia).
Mencionada pela primeira vez com esse nome em uma crônica polonesa de 1321, a Rutênia Vermelha foi a porção da Rutênia incorporada à Polônia por Casimiro, o Grande, durante o século XIV. A desintegração da Rus', Rutênia Vermelha foi contestada pelo Grão-Ducado da Lituânia (os Gediminidas), o Reino da Polônia (os Piastas), o Reino da Hungria e o Reino da Galícia- Volínia . Após as Guerras da Galícia-Volínia, por cerca de 400 anos a maior parte da Rutênia Vermelha tornou-se parte da Polônia como a voivodia rutena.
Uma minoria de poloneses étnicos vive desde o início do segundo milênio nas partes do norte da Rutênia Vermelha. O exônimo "Rutenos" geralmente se refere a membros da etnia russina e/ou ucraniana.